# 立陶宛十字軍
立陶宛十字軍為13世紀末至15世紀初條頓騎士團與立窩尼亞騎士團以將立陶宛大公國基督化為名發起的戰役與殖民行動，早前的立窩尼亞十字軍與普魯士十字軍已征服了庫洛尼亞人、瑟米加利亞人、拉特加萊人、瑟羅尼亞人與古普魯士人等立陶宛周圍的其他波羅的族群；條頓騎士團與立陶宛最早的衝突發生在1185年，1220年代條頓騎士團獲得托倫的土地，因而更加接近立陶宛:415，並逐漸影響立陶宛國內的政治與宗教信仰，但直至1280年代才成為立陶宛嚴重的外患:26，當時立陶宛大公國已達成中央集權而有能力組織反擊，14世紀騎士團持續劫掠立陶宛，雖未成功佔領土地:53，但人力損失慘重，邊界的蘇瓦爾基亞與薩莫吉希亞等地區因種族清洗而杳無人煙，為歐洲史上為期最長的衝突之一。
1386年立陶宛大公國正式基督化，立陶宛大公約蓋拉與波蘭公主雅德維加成婚，在波蘭受洗並加冕為波蘭國王，但立陶宛十字軍並未馬上消停，騎士團以立陶宛的改宗並非出自真心為由繼續進攻:74，1410年波蘭與立陶宛聯軍在格倫瓦德之戰擊潰條頓騎士團，結束了立陶宛十字軍與波兰-立陶宛-条顿战争，1422年雙方簽訂梅爾諾條約，結束了近200年的衝突。